# Festival Dừa
Festival Dừa Bến Tre là một lễ hội về dừa được tổ chức tại tỉnh Bến Tre. Lễ hội đã được tổ chức qua 5 kỳ vào các năm (Quang Đại) 2009, 2010, 2012, 2015 và 2019. Hai kỳ đầu tiên được tổ chức với quy mô địa phương. Từ năm 2012 được tổ chức với quy mô quốc gia.
Bến Tre có diện tích dừa lớn nhất Việt Nam với trên 52.000 ha, sản lượng hàng năm chiếm 36% sản lượng dừa cả nước. Giá trị các sản phẩm từ dừa chiếm hơn 25% tổng giá trị sản xuất công nghiệp của tỉnh. Các sản phẩm từ dừa của Bến Tre được xuất khẩu đến trên 50 quốc gia và vùng lãnh thổ trên thế giới, với kim ngạch xuất khẩu chiếm hơn 40% tổng kim ngạch xuất khẩu của Bến Tre. Tính đến đầu năm 2015, Bến Tre có 63.000 ha dừa trong tổng số hơn 150.000ha dừa của cả nước.

## Lễ hội Dừa 2009
Lễ hội Dừa Bến Tre lần thứ I diễn ra từ ngày 13 đến ngày 19 tháng 1 năm 2009 tại Trung tâm Văn hóa tỉnh Bến Tre.

## Lễ hội Dừa 2010
Lễ hội Dừa lần II năm 2010 bắt đầu từ ngày 15/1 đến 21/1/2010.

## Lễ hội Dừa 2012
Lễ hội Dừa Bến Tre lần lll diễn ra từ ngày 04 đến 09/04/2012, tại thành phố Bến Tre với chủ đề: "Bến Tre trên đường hội nhập và phát triển".

## Lễ hội Dừa 2015
Festival Dừa Bến Tre lần IV được tổ chức từ ngày 7 tháng 4 đến 13 tháng 4 năm 2015, với sự góp mặt của 10 tỉnh có thế mạnh về dừa của Việt Nam và các nước thành viên Hiệp hội Dừa thế giới.

## Lễ hội dừa 2019
Festival Dừa Bến Tre lần V được tổ chức từ ngày 16 tháng 11 đến 20 tháng 11 năm 2019